# Aéroport de Shennongjia-Hongping
L'aéroport de Shennongjia-Hongping (chinois : 神农架红坪机场 (code IATA : HPG • code OACI : ZHSN)) est un aéroport chinois, situé sur le bourg de Hongping, dans le district forestier de Shennongjia, province du Hubei.
Il est situé au Nord de la réserve naturelle de Shennongjia, à environ 20 km à vol d'oiseau du bourg de Muyu, point d'entrée principal de cette réserve.

## Histoire
Les travaux de construction ont débuté le 1er avril 2011.

## Destinations
| Compagnies             | Destinations                          |
| ---------------------- | ------------------------------------- |
| China Eastern Airlines | En saison : Shanghai-Pudong, Wuhan    |
| Sichuan Airlines       | En saison : Chongqing-Jiangbei, Wuhan |

Édité le 08/03/2018